# فورتيسب
 فورتيسب هو طعام علاجي تم انتاجه بواسطة (Nutricia)، وهو شراب مصنوع على شكل ميلك شيك جاهز للاستهلاك من قبل الأشخاص الذين لا يستطيعون استهلاك ما يكفي من الطعام الصلب للحفاظ على نظام غذائي متوازن وأيضا مناسب للأشخاص الذين يعانون من اضطرابات الأكل. يعد مناسب للاستخدام كمصدر وحيد للتغذية لمعظم الأشخاص الذين تزيد أعمارهم عن 6 سنوات.
```
يحتوي على البروتينات والفيتامينات والمعادن والعناصر اللازمة لنظام غذائي كامل التغذية.
[
1
]
 كل 200 زجاجة فورتيسيب توفر 300 سعرة حرارية (1260 كيلو جول). لا تحتوي على الغلوتين أو اللاكتوز، مما يجعلها مناسبة للأشخاص الذين يعانون من مرض الاضطرابات الهضمية أو عدم تحمل اللاكتوز. وهي غير مناسبة للأشخاص الذين يعانون من الجالاكتوز في الدم، أو كمصدر جزئي لتغذية للأطفال الذين تقل أعمارهم عن 3 سنوات.
تتوفر فورتيسيب في شكل محايد، وايضا بنكهة الفانيليا والفراولة والبرتقال والموز والفواكه الاستوائية والشوكولاته ونكهات الكراميل. كما يتم تقديمه في الإصدار المدمج مع الألياف لتوفير كمية أكبر من الألياف عبر حمية الشخص، توسع نطاقها، تقدمه الآن Nutricia في تركيبات الحلوى (forticreme) والزبادي؛ مع بعض الاختلافات في الفيتامينات والدهون الموجودة في أنماط مختلفة. يمكن أن يسبب ارتفاع محتوى السكر تسوس الأسنان المتسارع في المرضى المسنين الضعفاء، يجب أن يكون لدى هؤلاء المرضى مراجعة دورية لطبيب الأسنان بالتعاون مع الشركة المصنعة.
```

## الروابط الخارجية
- Nutritional information about Fortisip (pdf)